# Brent Seales
W. Brent Seales, född på 1960-talet i USA, är en amerikansk datavetare på Pigman College of Engineering på University of Kentucky i Lexington i USA.
Brent Seales studerade datavetenskap på University of Southwestern Louisiana, där han tog kandidatexamen 1986 och på University of Wisconsin-Madison med en magisterexamen 1988. Han disputerade i datavetenskap på University of Wisconsin-Madison 1991 och genomförde därefter postdoktorstudier på Institut national de recherche en informatique et en automatique (INRIA) i Sophia-Antipolis i Frankrike 1991–1992.
Han har sedan 1991 varit knuten till University of Kentucky, där han 2007 utsågs till professor i datavetenskap.
Brent Seales har sedan slutet av 1990-talet varit engagerad i att ta fram digitala redskap för att komma åt gömda texter, som av olika skäl inte är åtkomliga för direkt läsning fysiskt. Han arbetade 2007–2012 tillsammans med Centre national de la recherche scientifique i Paris i Frankrike i ett projekt för att skanna två papyrusrullar från Villa dei Papyri i Institut de Frances samling med mikro-skiktröntgen.
Han och hans medarbetare på University of Kentucky lyckades 2015 med hjälp av skiktröntgen och tekniken datorseende att läsa En-Gedi-rullen från En-Gedi, väster om Döda havet i Israel, utan att öppna den. Texten visade sig vara från Tredje Moseboken.
I mars 2023 lanserade han tillsammans med Nat Friedman prisprojektet Vesuvius Challenge för att med hjälp av skiktröntgen och artificiell intelligens digitalt tyda text från de tidigare skannade Papyrusrullarna från Herculaneum från Villa dei Papyri. Som ett resultat av detta lyckades tre unga forskare i december 2023 tyda ett antal textstycken, motsvarande fem procent av texten i en rulle.